# Condado de Wilkinson (Misisipi)
El condado de Wilkinson (en inglés: Wilkinson County), fundado en 1802, es un condado del estado estadounidense de Misisipi. En el año 2000 tenía una población de 10.312 habitantes con una densidad poblacional de 6 personas por km². La sede del condado es Woodville.

## Geografía
Según la Oficina del Censo, el condado tiene un área total de 1782 km² (688 mi²), de la cual 1753 km² (676,8 mi²) es tierra y 29 km² (11,2 mi²) es agua.

## Demografía
En el 2000 la renta per cápita promedia del condado era de $ 18,929 y el ingreso promedio para una familia era de $23,447. El ingreso per cápita para el condado era de $10,868. En 2000 los hombres tenían un ingreso per cápita de $24,509 frente a $16,088 para las mujeres. Alrededor del 37.70% de la población estaba bajo el umbral de pobreza nacional.

## Condados adyacentes
- Condado de Adams (norte)
- Condado de Franklin (noreste)
- Condado de Amite (este)
- Parroquia de East Feliciana, Luisiana (sureste)
- Parroquia de West Feliciana, Luisiana (sur)
- Parroquia de Concordia, Luisiana (oeste)

## Localidades
Pueblos
- Centreville (parte en el condado de Amite)
- Crosby (parte en el condado de Amite)
- Woodville

Áreas no incorporadas
- Fort Adams
- Pickneyville
- Rosetta
- Wilkinson

## Principales carreteras
- U.S. Highway 61
- Carretera 24
- Carretera 33